# Trung tâm Nghệ thuật Seoul
Trung tâm Nghệ thuật Seoul, còn được gọi là SAC (Seoul Arts Center), là một khu phức hợp nghệ thuật ở quận Seocho-gu, Seoul, Hàn Quốc. Nó bao gồm năm tòa nhà chính: Nhà hát Opera, với ba khán phòng; Hội trường Âm nhạc, với hai phòng hòa nhạc; Bảo tàng Nghệ thuật Hangaram; Bảo tàng Thiết kế Hangaram; và Bảo tàng Nghệ thuật Thư pháp Seoul. Nhà hát Opera được xây dựng theo hình dạng giống với chiếc mũ tre truyền thống của Hàn Quốc có tên là gat.
Trung tâm khu phức hợp là trụ sở của Đoàn múa Ba lê Quốc gia Hàn Quốc, Nhà hát Opera Quốc gia Hàn Quốc, Dàn nhạc Giao hưởng Hàn Quốc, Công ty múa Đương đại Quốc gia Hàn Quốc và Dàn hợp xướng Quốc gia Hàn Quốc.